# 食ノ音色
『食ノ音色』（しょくノねいろ）は、2017年4月22日からテレビ朝日で放送されている料理ミニ番組である。日清オイリオグループの単独スポンサー番組。

## 概要
料理の音を聞いてふと時間が止まるような映像で記憶を語りかけて料理情報を紹介する。

## ナレーター
- 久保田直子（テレビ朝日アナウンサー）

## 放送時間
以下は制作局・テレビ朝日のもの。2018年4月から2020年9月まで『サタデーステーション』の枠拡大および『サンデーステーション』の枠移動・拡大のため、枠移動した。2024年10月からは『有働Times』（『サンデーステーション』の後継）設置のため枠移動、この移動に伴い、直前番組（『ナニコレ珍百景』）との接続はステブレレスに変更された。
| 放送期間       | 放送期間       | 放送時間（JST）           |
| -------------- | -------------- | ------------------------- |
| 2017年04月22日 | 2018年03月31日 | 土曜 21:54 - 21:58（4分） |
| 2018年04月08日 | 2019年09月29日 | 日曜 20:54 - 20:58（4分） |
| 2019年10月06日 | 2024年09月29日 | 日曜 20:56 - 21:00（4分） |
| 2024年10月06日 |                | 日曜 19:54 - 19:58（4分） |

テレビ朝日以外でも同系列局の一部やBS朝日・BS朝日4Kでも時差ネットで放送している。

## スタッフ
- 制作：テレビ朝日、テレビ朝日映像